# Metám
A metám a mezőgazdaságban használt általános talajfertőtlenítő szer. Gombaölő, rovar- és gyomirtó, továbbá  fonálférgek ellen hatásos. Ammónium-, nátrium- és káliumsó formájában is forgalomba kerül. Dohány, zöldség (burgonya, sárgarépa, zeller, petrezselyemgyökér) és dísznövénykultúrák talajának fertőtlenítésére alkalmas.
Az EU-beli engedélyezése sok vitát váltott ki. Az 1107/2009/EU európai parlamenti és tanácsi rendelet 83. cikke hatályon kívül helyezte az engedélyezett növényvédő szerek addigi listáját.
Az új növényvédőszer-listát az 540/2011/EU bizottsági végrehajtási rendelet tartalmazza, amely szintén felvette a metámot az engedélyezett szerek közé, miután a forgalmazó cég dokumentálta a szer veszélytelenségét. Ezután a Bizottság a korábbiakhoz képest korlátozott felhasználást engedélyezett, ami 2012. július 1-jén lépett életbe, és 2022. június 30-ig érvényes.

## Alkalmazás
Talajba injektálható, vagy csepegtető öntözéssel juttatható ki. Az előbbi esetben a kijuttatás után azonnal be kell forgatni a talajba, utóbbi esetben gázzáró műanyag fóliát kell használni. A hatáshoz nedvesség szükséges.
Üvegházban csak a csepegtető öntözés alkalmazható. Szabad földön a minimális alkalmazási arány 153 kg/ha kell legyen. Ugyanazon a területen háromévenként csak egyszer szabad használni, különben a talaj lebontó mikroorganizmusai hozzászoknak, túl gyorsan bontják el, emiatt a szer veszít a hatásosságából.
A behatási idő erősen függ a hőmérséklettől: 15 °C felett 4–7 nap, 5 °C alatt kb. 21 nap. Ezután a talajt legalább három hétig szellőztetni kell, majd a vegyszermentességről saláta vagy zsázsa próbaültetésével meggyőződni. Csak ezután szabad a talajba palántázni vagy vetni.
A vízi szervezetekre kifejezetten veszélyes. A biztonsági távolság legalább 200 m.

## Hatásmód
A metám az alkalmazás során metil-izotiocianátra(en) (MITC) bomlik, melyet könnygázként is használnak. Ez a metám hatóanyaga:
A MITC tovább bomlik:
A bomláskor kis mennyiségben szén-diszulfid és metil-amin is keletkezik:
A szén-diszulfid karbonil-szulfidon keresztül szén-dioxiddá oxidálódik elemi kén kiválása közben.
Emberi/állati szervezetben a MITC a glutation transzferáz(en) enzim hatására N-acetil-S-(metilkarbamotioil)-l-cisztein-né alakul, és a vizelettel választódik ki.

## Készítmények
- IPAM 40 (metám-ammónium)
- Nemasol 510 (metám-nátrium)